# (9564) Джеффвинн
(9564) Джеффвинн (лат. Jeffwynn) — астероид, относящийся к группе астероидов пересекающих орбиту Марса, который принадлежит к спектральному классу S. Он был открыт 16 сентября 1987 года американскими астрономами Кэролин Шумейкер и Юджином Шумейкером в Паломарской обсерватории и назван в честь американского геофизика Jeffrey C. Wynn.

Орбита астероида Джеффвинн и его положение в Солнечной системе

Фотометрические наблюдения, проведённые в 2012 году в обсерватории Колорадо, позволили получить кривые блеска этого тела, из которых следовало, что период вращения астероида вокруг своей оси равняется 3,035 ± 0,001 часа, с изменением блеска по мере вращения 0,16 m.